# Lysergic Emanations
Lysergic Emanations es el álbum debut de la banda de Garage Rock norteamericana The Fuzztones.

## Lista de canciones
| N.º | Título                                               | Duración |  |
| 1.  | «1-2-5» (versión de The Haunted)                     | 2:37     |  |
| 2.  | «Gotta Get Some» (versión de The Bold)               | 2:33     |  |
| 3.  | «Journey to Tyme» (versión de Kenny And The Kasuals) | 2:48     |  |
| 4.  | «Ward 81» (Rudy Protudi)                             | 5:30     |  |
| 5.  | «Strychnine» (versión de The Sonics)                 | 2:29     |  |
| 6.  | «Radar Eyes» (versión de The Godz)                   | 2:34     |  |
| 7.  | «Cinderella» (versión de The Sonics)                 | 2:57     |  |
| 8.  | «Highway 69» (Chandler, Protrudi)                    | 2:56     |  |
| 9.  | «Just Once» (Trash, Protrudi)                        | 5:25     |  |
| 10. | «She's Wicked» (Chandler, Protrudi)                  | 3:18     |  |
| 11. | «Living Sickness» (versión de The Calico Wall)       | 3:20     |  |